# Ninjababy
Ninjababy es una película dramática noruega de 2021 dirigida por Yngvild Sve Flikke, a partir de un guion de Johan Fasting, basada en la novela gráfica Fallteknikk de Inga H Sætre. La película está protagonizada por Kristine Thorp, Arthur Berning y Nader Khademi.
La película se estrenó en el Festival Internacional de Cine de Tromsø 2021 y en el 71° Festival Internacional de Cine de Berlín en la sección Generation 14plus.

## Argumento
"Un bebé se ha alojado en su estómago, y sí hay algo que Rakel sabe: no lo quiere. La joven hambrienta de vida tiene una imaginación floreciente y pasa el tiempo ilustrando su vida cotidiana. Ninjaby aparece como una figura cómica que acompaña a Rakel a través de la locura que se llama crecer".
Berlin International Film Festival

## Reparto
- Kristine Thorp como Rakel[5]
- Arthur Berning
- Nader Jademi

## Recepción
La web de reseñas Rotten Tomatoes encuestó cinco críticos y evaluó 5 como positivas y ninguna negativa para una calificación del 100%. Entre las reseñas, determinó una calificación promedio de 7 sobre 10.